# Leroy Warriner
Leroy E. Warriner (*  1. März 1919 in Indianapolis, Indiana; † 2. Januar 2003 ebenda) war ein  US-amerikanischer Autorennfahrer.

## Karriere
Warriners Karriere beschränkte sich fast ausschließlich auf Midget-Car-Rennen. Hier gewann er die US-weite Meisterschaft 1953. Anfang der 1950er Jahre fuhr er auch Rennen in Australien und Neuseeland.
Für die 500 Meilen von Indianapolis versuchte er sich sieben Mal vergeblich zu qualifizieren. Seinen einzigen Start in der höchsten US-amerikanischen Motorsportklasse absolvierte er 1953 beim ISF auf dem Indiana State Fairground. Er belegte den 18. und letzten Platz, da sein Fahrzeug als einziges ausschied.
Nach seinem Rücktritt betrieb er zusammen mit Gene Hartley von 1962 bis 1977 den Indy Speedrome.

## Statistik

### Indy-500-Ergebnisse
| Jahr | Startnr. | Start | Qual (km/h) | Ergebnis | Runden | Führung | Ausfall |
| ---- | -------- | ----- | ----------- | -------- | ------ | ------- | ------- |
| 1951 | 75       | DNQ   |             |          |        |         |         |
| 1952 | 27       | DNQ   |             |          |        |         |         |
| 1953 | 44       | DNQ   |             |          |        |         |         |
| 1955 | 64       | DNQ   |             |          |        |         |         |
| 1956 | 93       | DNQ   |             |          |        |         |         |
| 1957 | 92       | DNQ   |             |          |        |         |         |
| 1958 | 95       | DNQ   |             |          |        |         |         |

| Legende  | Legende            | Legende                                                          |
| Farbe    | Abkürzung          | Bedeutung                                                        |
| -------- | ------------------ | ---------------------------------------------------------------- |
| Gold     | –                  | Sieg                                                             |
| Silber   | –                  | 2. Platz                                                         |
| Bronze   | –                  | 3. Platz                                                         |
| Grün     | –                  | Platzierung in den Punkten                                       |
| Blau     | –                  | Klassifiziert außerhalb der Punkteränge                          |
| Violett  | DNF                | Rennen nicht beendet (did not finish)                            |
| Violett  | NC                 | nicht klassifiziert (not classified)                             |
| Rot      | DNQ                | nicht qualifiziert (did not qualify)                             |
| Rot      | DNPQ               | in Vorqualifikation gescheitert (did not pre-qualify)            |
| Schwarz  | DSQ                | disqualifiziert (disqualified)                                   |
| Weiß     | DNS                | nicht am Start (did not start)                                   |
| Weiß     | WD                 | zurückgezogen (withdrawn)                                        |
| Hellblau | PO                 | nur am Training teilgenommen (practiced only)                    |
| Hellblau | TD                 | Freitags-Testfahrer (test driver)                                |
| ohne     | DNP                | nicht am Training teilgenommen (did not practice)                |
| ohne     | INJ                | verletzt oder krank (injured)                                    |
| ohne     | EX                 | ausgeschlossen (excluded)                                        |
| ohne     | DNA                | nicht erschienen (did not arrive)                                |
| ohne     | C                  | Rennen abgesagt (cancelled)                                      |
| ohne     | keine WM-Teilnahme |                                                                  |
| sonstige | P/fett             | Pole-Position                                                    |
| sonstige | 1/2/3/4/5/6/7/8    | Punktplatzierung im Sprint-/Qualifikationsrennen                 |
| sonstige | SR/kursiv          | Schnellste Rennrunde                                             |
| sonstige | *                  | nicht im Ziel, aufgrund der zurückgelegten Distanz aber gewertet |
| sonstige | ()                 | Streichresultate                                                 |
| sonstige | unterstrichen      | Führender in der Gesamtwertung                                   |